# Hypnotic Eye
Hypnotic Eye é o décimo terceiro álbum de estúdio da banda norte-americana Tom Petty and the Heartbreakers, lançado a 25 de fevereiro de 2014 através da Reprise Records. O disco estreou na primeira posição da tabela musical Billboard 200, com 131 mil unidades vendidas na semana de estreia.

## Desempenho nas tabelas musicais

### Posições
| Tabela musical (2014)            | Melhor posição |
| -------------------------------- | -------------- |
| Austrália - ARIA Albums Chart    | 30             |
| Canadá - Canadian Albums         | 1              |
| Dinamarca - Hitlisten            | 5              |
| Estados Unidos - Billboard 200   | 1              |
| Noruega - VG-lista               | 6              |
| Nova Zelândia - NZ Top 40 Albums | 10             |
| Reino Unido - UK Albums Chart    | 7              |

## Faixas
O álbum possui 11 faixas:
1. American Dream Plan B  - 3:00
2. Fault Lines - 4:28
3. Red River - 3:59
4. Full Grown Boy - 3:26
5. All You Can Carry  - 4:34
6. Power Drunk - 4:39
7. Forgotten Man - 2:48
8. Sins of My Youth  - 3:49
9. U Get Me High  - 4:11
10. Burnt Out Town  - 3:04
11. Shadow People  - 6:43